# Колокинту
Колокинту́ (греч. Κολοκυνθού), также Колокиту (Κολοκυθού) — район в северо-западной части общины (дима) Афины, граничит с афинскими районами Академия Платона и Колон, а также общинами Эгалео и Перистерион. До второй половины XX века значительная часть территории Колокинту была занята садами и огородами, с чем связано и его название: на каферевусе κολοκύνθη означает «тыква».